# Arvid Posse

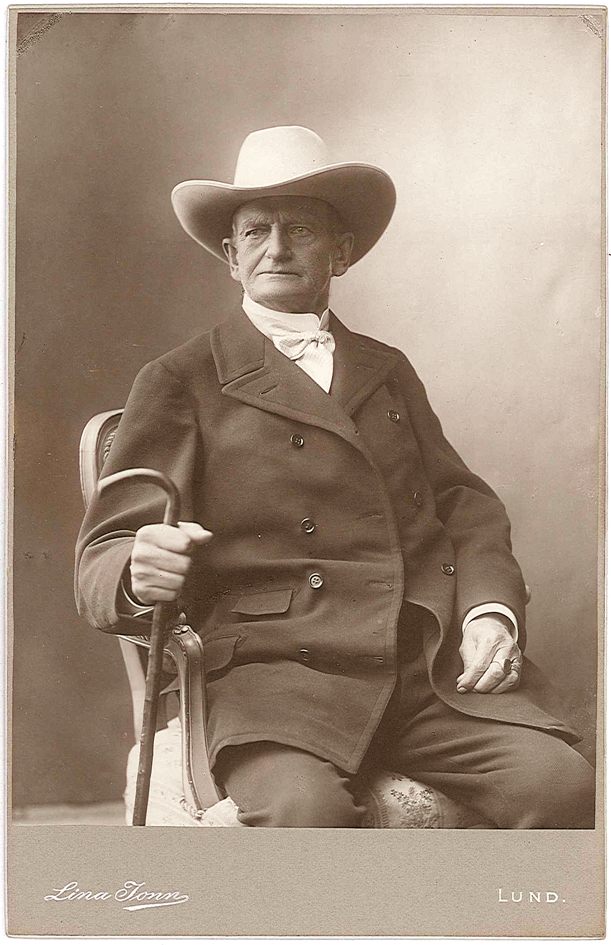
Arvid Posse.

El conde Arvid Rutger Fredriksson Posse (Rosendal, distrito de Malmöhus, 15 de febrero de 1820-Estocolmo, 24 de abril de 1901) fue un político sueco, primer ministro de su país entre 1880 y 1883.

## Biografía
Era hijo del conde gobernador Fredrik Posse y de la baronesa Magdalena Charlotta Bennet. Se inscribió en la Universidad de Lund en 1835, y se graduó en derecho en 1840. Ese mismo año, comenzó a desempeñarse como aprendiz en la Corte de Apelaciones de Skåne y Blekinge, período durante el cual trabajó tanto en Cortes de distrito como en la misma Corte de Apelaciones. Más tarde, fue designado Juez asistente de distrito (vice häradshövding), en 1846 como empleado en la Corte de Apelaciones y en 1847 fue nombrado juez asociado. En 1849 dejó el servicio público y se instaló en Charlottenlund, donde dedicó su tiempo a la agricultura, los negocios y la política local (por ejemplo, en el periodo 1865-1868 fue presidente del Consejo del distrito de Malmöhus). 
Comenzó su carrera política como miembro de la Casa de la Nobleza en el Parlamento de 1856-1858. Era por entonces el presidente del Comité de la Banca. En el Parlamento de 1862-1863, presidió el Comité de Asignaciones, donde fue un fuerte defensor de los principios del libre mercado, como lo seguiría siendo por toda su vida. Durante esta legislatura, objetó seriamente las enmiendas propuestas a la Ley de Autogobierno Local concerniente a restricciones al peso electoral de los mayores propietarios de tierras, temiendo, entre otras cosas, que las modificaciones, de ser aprobadas, podrían socavar la propuesta de reforma electoral. Sin embargo, Posse no apoyó esta reforma. Por el contrario, fue uno de los más ardientes oponentes a la misma y predijo en el Parlamento de 1865-1866, en el que era presidente del Comité de Asuntos de Gobierno, que la patria tendría un futuro infeliz si las reformas resultaban aprobadas. Entre otras cosas, temía que el nuevo sistema electoral confiriera demasiado poder a los intereses agrarios, que pronto olvídarían «las muchas cosas que deben vivir tanto encima como al lado de ellos». No obstante esta declaración, en la primera sesión de la Cámara Baja del Riksdag en 1867, Posse se convirtió en el autodesignado portavoz del grupo agrario, lo que efectivamente lo transformó en el jefe de la mayoría de la Cámara. De este grupo se formó el Partido Lantmanna, el cual, con Posse como líder, pronto adoptó una postura opositora frente al gobierno. Durante unos años Posse se mantuvo incuestionablemente como la personalidad más prominente y poderosa en el Parlamento, aunque no fuese la más carismática.
Entre 1867 y 1881, fue miembro de la Cámara Baja, representando al distrito de Herrestad och Ljunit Hundreds, ubicado en las afueras de Ystad. En el periodo 1867-1875 fue presidente del Comité de Asuntos de Gobierno (en el Parlamento extraordinario de 1871 fue el vicepresidente del Comité de Selección). Como presidente de la Cámara Baja entre 1876 y 1880, estuvo encargado de los asuntos de la Cámara. Entró en el gobierno el 19 de abril de 1880, al ser designado primer ministro, luego de la renuncia del barón Louis de Geer. Además, Posse fue ministro de Finanzas entre el 7 de diciembre de 1880 y el 8 de marzo de 1881.
Como primer ministro, Posse tuvo que resolver importantes cuestiones que habían estado en la agenda desde la reforma del Parlamento: el tema de la abolición del sistema de parcelas y el impuesto a las tierras (grundskatter), así como la reorganización del ejército. Las posibilidades parecían estar a su favor, ya que se creía que podría contar con el respaldo de los viejos partidos aliados y de los opositores a los gobiernos precedentes. 
Se formaron grandes Comités para informar sobre las cuestiones. En el Parlamento de 1883 el gobierno de Posse puso sus propuestas sobre la mesa. Prometían una eliminación gradual de los impuestos sobre la tierra y sobre residencias y parcelas, con la condición de que el Parlamento aprobara las propuestas del gobierno de establecer una fuerza de defensa basada parcialmente en soldados permanentes (enrolados voluntariamente y pagados por el Estado) y parcialmente en conscriptos. Sin embargo, la insistencia de la Cámara Alta en mantener el sistema de parcelas y, tal vez más importante aún, la reducción del Partido Lantmanna llevaron a una serie de dramas y a la derrota de Posse, a continuación de la cual éste renunció como primer ministro el 13 de junio de 1883. Fue designado entonces presidente de la Corte de Apelaciones Administrativa, en la que permaneció hasta 1889. 
Miembro de la primera Cámara del Distrito de Kalmar Sur en el periodo 1882-1890, mostró poca actividad, pero se opuso a la introducción de los aranceles a los granos durante la lucha de 1887 entre liberales y proteccionistas. Expresó también sus simpatías por una moderada reforma electoral. Hablando en el Parlamento, Posse se expresaba en forma sucinta y clara, a menudo de modo categórico pero siempre con calma y dignidad. Fue elegido como miembro de la Real Academia Sueca de Agricultura y Silvicultura (1879) y miembro honorario de la Real Sociedad Fisiográfica de Lund (1878) y de la Real Sociedad de Oficiales Navales (1880). 
Se casó con la condesa Amalia De la Gardie en 1846 y con Ebba Hägerflycht en 1886. Tuvo cuatro hijos.